# Vaidutis Laurėnas

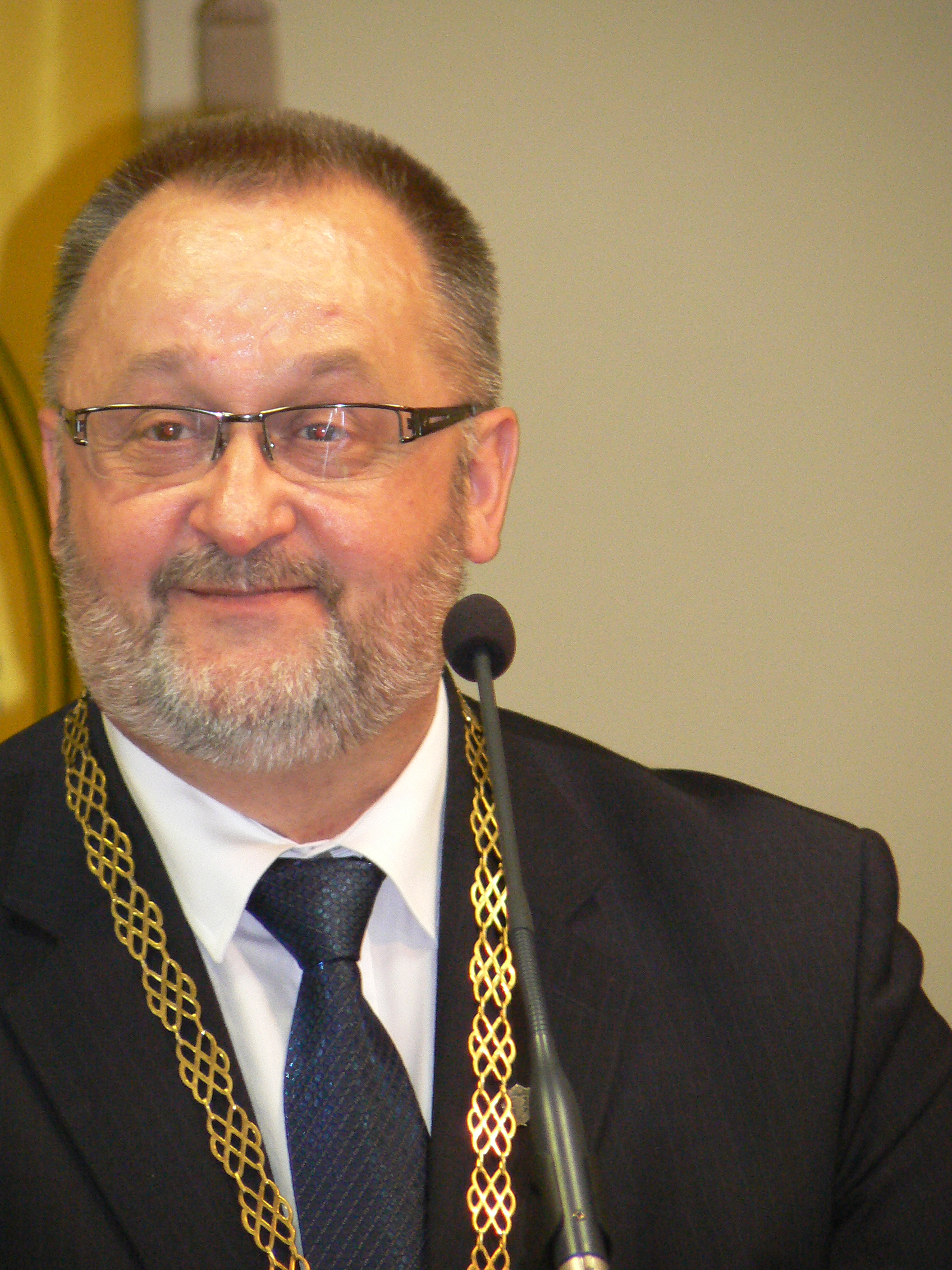
Vaidutis Laurėnas, 2013

Vaidutis Laurėnas (* 11. August 1958 in Ožionys, Rajon Ignalina, Litauische SSR) ist ein litauischer Politologe, Rektor der Universität Klaipėda und Politiker von Klaipėda.

## Leben
Nach dem Abitur absolvierte er 1981 das Studium der Philosophie an der Universität Moskau und 1990 promovierte.
Von 1981 bis 1987 lehrte am Šiaulių pedagoginis institutas, von 1987 bis 1990 in Moskau, seit 1991 an der Universität Klaipėda. Ab 1993 war er Studienprorektor, 2002 und seit 2011 Rektor, Senatsmitglied, seit 2005 Professor des Lehrstuhls für Öffentliche Verwaltung und Politikwissenschaften.
Seit 2003 ist er Mitglied der Lietuvos socialdemokratų partija, von 2003 bis 2006 war er Mitglied im Stadtrat Klaipėda.

## Bibliografie
- Normalios politikos genezės atvejis. – Klaipėda: Klaipėdos universiteto leidykla, monografija, 2001 m.
- Pilietinė visuomenė: politikos įpilietinimo projekcijos. Kolektyvinė monografija, sudarytojas S. Šiliauskas. Moksliniai redaktoriai V. Laurėnas, Kęstutis Šerpetis. – Klaipėda: Klaipėdos universiteto leidykla, 2006 m.